# 우에노 아키토
우에노 아키토(일본어: 上野 輝人, 2000년 9월 14일~)는 일본의 축구 선수이다.

## 구단 경력
그는 2023년 J3리그의 FC 기후에 입단했다. 2025년 가마타마레 사누키로 이적했다.